# У подземљу базе „Другде”
У подземљу базе ”Другде” је епизода Загора објављена у свесци бр. 135. у издању Веселог четвртка. Свеска је објављена 7. јуна 2018. Коштала је 270 дин (2,27 €; 2,65 $). Имала је 94 стране.

## Оригинална епизода
Оригинална епизода под називом Nei sotterranei di Altrove објављена је премијерно у бр. 603. регуларне едиције Загора која је у Италији у издању Бонелија изашла 2. октобра 2015. Епизоду су нацртали Ђаи Седиоли и Марко Верни, а сценарио написао Морено Буратини. Насловну страну нацртао је Галијено Фери. Коштала је 3,5 €.

## Кратак садржај
(Овај одељак је у изради.)

## Претходна и наредна епизода
Претходна епизода носила је наслов Васкрснуће! (бр. 134), а наредна Луди доктор (бр. 136).